# ワシントン・アンド・リー大学
ワシントン・アンド・リー大学（Washington and Lee University）は、アメリカ合衆国バージニア州の地方都市、レキシントンにある私立大学。1749年設立で、アメリカで9番目に長い歴史を持ち、最初にジャーナリズムの学部を置いた名門大学である。ヒドゥン・アイビーの1つに数えられ、ジョンズ・ホプキンス大学、アマースト大学に並ぶ有名な大学である。
ロー・スクールを設けており、著名リベラル・アーツ・カレッジの一つ。卒業後にプロフェッショナル・スクール入る割合が多く、ビジネス、法律や医学などの学部課程が有名である。特に医学部進学課程からメディカルスクールに入学する確率がほぼ毎年90%と、平均の大学の50%を大きく超えている。また、ビジネス課程ではゴールドマン・サックス等の一流会社のインターンシップを提供している。
『U.S. News』全米リベラルアーツカレッジランキングによると2023年は11位。ロースクールも上位のランキングに入っている。また、多数のアメリカ国会議員や知事を輩出し、ノーベル医学賞受賞者も出している。

## 歴史
1749年に「オーガスタ・アカデミー」という名称で設立された。南北戦争後に、理事会がワシントン・アンド・リー大学に名称を変更した。建国者であるジョージ・ワシントンからの多大な寄付（当時の教育機関に対する寄付としては最高額）と、学長として勤めた名将ロバート・リーによる大学貢献に敬意を表した。

## キャンパス
- アメリカ合衆国国家歴史登録財に登録されている
- シェナンドー渓谷の自然とギリシャ風の建築物が調和し、アメリカで最も美しいキャンパスの一つに数えられている
- 同じレキシントン市内同地区に所在しキャンパスが隣接するバージニア軍事大学(Virginia Military Institute；略称VMI, ジョージ・C・マーシャルの母校)と提携関係にある。単位互換や施設相互利用を行っている

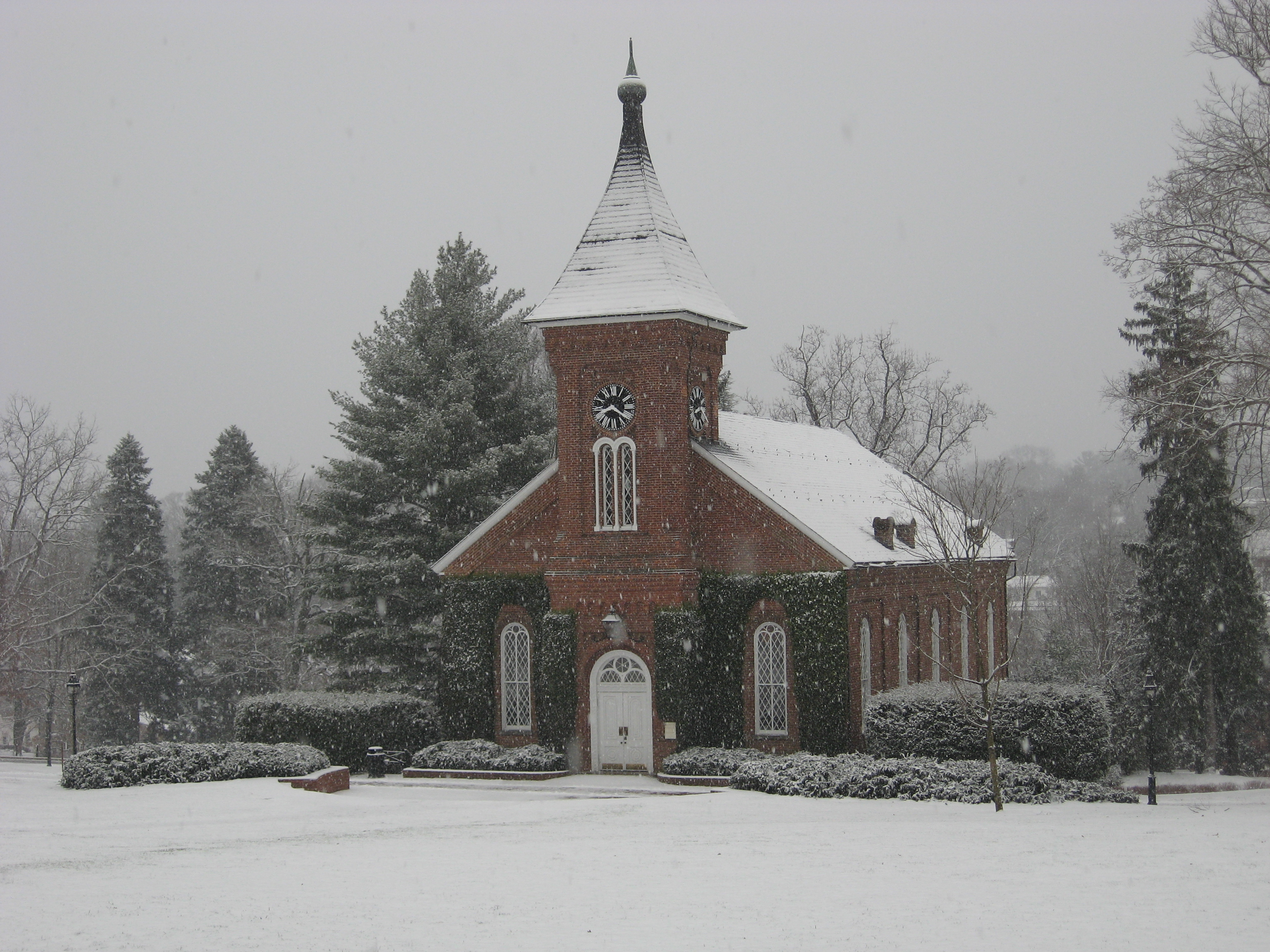
冬のリーチャペル

## 学生
- 学生総数は2200人に満たないが、多大な寄付により体育館・図書館・学術関連の施設が充実している。また、フラタニティとソロリティが全米で最も活躍しているキャンパスの一つである。
- 在学生の50%が旧SATで1330-1450を取っており、このスコアはコロンビア大学やコーネル大学などのアイビー・リーグに匹敵する。また、授業はハーバード大学と並ぶ難易度である。
- 学生は名誉を重んじ、学生が不名誉なことを行った場合は学生会自身が罰を決める。大学当局側は一方的に学生を退学させる権限を有していない。学生は名誉規則を厳守し、財布を置き忘れても無くなる事はほぼない。最も治安がいい大学の一つでもある。

## 特徴
- 校則は"紳士淑女であれ"とただ一つである
- 学生対教師の割合は10：1
- 南部の保守色が強く、名門や上流階級出身者が多い
- 南部のハーバード(Harvard of South)とも呼ばれ、学生はアメリカ南部で最もエリートであると認識される
- 日本では国際基督教大学、イギリスではケンブリッジ大学、セント・アンドルーズ大学と提携している
- 日本人の卒業生は過去十数人だけであり、留学生の入学と卒業は困難を極める
- アメリカで生徒が最も満足している大学のひとつである
- リベラル・アーツ・カレッジで最もパーティーが盛んである

## 伝統
- 毎年行われる舞踏会はアメリカで最も歴史がある
- 世界で最も古いストリーキングの歴史がある大学でもある

## 著名な出身者
- ヨセフ・ゴールドスタイン（ノーベル医学賞受賞者）生化学者、遺伝学者
- メリウェザー・ルイス（ルイス・クラーク探検隊）アメリカの探検家、軍人、行政官
- ジョン・ブレッキンリッジ アメリカ合衆国の政治家、第5代アメリカ合衆国司法長官
- ジョン・ジョーダン・クリッテンデン アメリカ合衆国の政治家、第15代および第22代アメリカ合衆国司法長官
- ヘンリー・アレクサンダー・ワイズ アメリカ合衆国の政治家、第33代バージニア州知事
- ニュートン・ディール・ベイカー アメリカ合衆国の政治家、陸軍長官
- ジョン・W・デイビス アメリカ合衆国の政治家、外交官、弁護士
- ハリー・マイアースアメリカ合衆国の在日宣教師
- 福岡秀猪 日本の法学者。（福岡孝弟子爵の二男）